# Fear of Flying
Fear of Flying to drugi album amerykańskiej wokalistki Mýi. Został wydany w 2000 roku przez wytwórnie University Music Entertainment i Interscope Records.

## Lista utworów
1. "Turn It Up (Intro)" (Mýa) – 1:22
2. "Case of the Ex" (C. Stewart; T. Hate; Tab) – 3:56
3. "Ride & Shake" (A. Dent; Tamara Savage) – 4:00
4. "That's Why I Wanna Fight" (Fred "Uncle Freddie" Jerkins III; LaShawn Daniels; Rodney Jerkins) – 4:35
5. "Pussycats" (Mya Harrison; J. Duplesses; Jimmy Cozier; Wyclef Jean) – 4:21
6. "The Best of Me" (featuring Jadakiss) (Mya Harrison; Jimmy Cozier; K. Dean; M. Phillips; Mashonda Tifrere; Teron Beal) – 4:12
7. "Lie Detector" (featuring Beenie Man) (Mya Harrison; J. Duplesses; Moses Davis; Wyclef Jean) – 4:21
8. "How You Gonna Tell Me" (Mya Harrison; K. Briggs; Kandi Burruss) – 3:35
9. "Grandma Says (Skit)" (Mýa, Chris & Non) – 0:48
10. "Takin' Me Over" (featuring Lisa "Left Eye" Lopes) (Mya Harrison; James Gass; Lisa "Left Eye" Lopes; Robert Daniels; Thicke) – 3:51
11. "Now Or Never" (B.B. Keyes; James Gass; Robert Daniels; Thicke) – 3:50
12. "Fear Of Flying" (D. Thompson; J. Foster; Jimmy Davi; Teron Beal) – 4:24
13. "Fear Of Flying (Interlude)" (Mýa) – 0:52
14. "Can't Believe" (C. Higgens; Carsten Schack; K. Karlin) – 4:16
15. "No Tears On My Pillow" (Mya Harrison; Robin Thicke) – 4:02
16. "For The First Time" (Mya Harrison; Darryl Pearson) – 4:20
17. "Man In My Life" (Rod Temperton) – 4:32
18. "Get Over (Outro)" (Mýa) – 2:27

### Reedycja
1. "Turn It Up (Intro)" (Mýa) – 1:22
2. "Case of the Ex" (C. Stewart; T. Hate; Tab) – 3:56
3. "Free" (A. Richbourg; James Harris; Michael Allen Harrison; T. Lewis; T. Tolbert) – 5:18
4. "Pussycats" (Mya Harrison; J. Duplesses; Jimmy Cozier; Wyclef Jean) – 4:21
5. "Again & Again" (Mya Harrison; A. Bagge; A. Tennant; C. Ogalde; L. Bagge; W. Hector) – 3:29
6. "How You Gonna Tell Me" (Mya Harrison; K. Briggs; Kandi Burruss) – 3:35
7. "Grandma Says (Skit)" (Mýa, Chris & Non) – 0:48
8. "Takin' Me Over" (featuring Lisa "Left Eye" Lopes) (Mya Harrison; James Gass; Lisa "Left Eye" Lopes; Robert Daniels; Thicke) – 3:51
9. "The Best of Me" (featuring Jay-Z) (Mya Harrison; Jimmy Cozier; K. Dean; M. Phillips; Mashonda Tifrere; Teron Beal) – 4:12
10. "Lie Detector" (featuring Beenie Man) (Mya Harrison; J. Duplesses; Moses Davis; Wyclef Jean) – 4:21
11. "Fear Of Flying" (D. Thompson; J. Foster; Jimmy Davi; Teron Beal) – 4:24
12. "Fear Of Flying (Interlude)" (Mýa) – 0:52
13. "Now Or Never" (B.B. Keyes; James Gass; Robert Daniels; Thicke)– 3:50
14. "Man In My Life" (Rod Temperton) – 4:32
15. "Can't Believe" (C. Higgens; Carsten Schack; K. Karlin) – 4:16
16. "That's Why I Wanna Fight" (Fred "Uncle Freddie" Jerkins III; LaShawn Daniels; Rodney Jerkins) – 4:35
17. "Ride & Shake" (A. Dent; Tamara Savage) – 4:00
18. "Get Over (Outro)" (Mýa) – 2:27

Utwory bonusowe w Japonii
1. "Girls Like That" (Mya Harrison; Teron Beal; Kasseem Dean; Cynthia Loving)
2. "Telephone Games" (Teron Beal; Anthony Dent; Crystal Johnson; Kevin Hicks)

## Daty wydania
| Kraj              | Data             | Wersja    |
| ----------------- | ---------------- | --------- |
| Stany Zjednoczone | 25 kwietnia 2000 | Normalna  |
| Stany Zjednoczone | 7 listopada 2000 | Reedycja  |
| Europa            | 19 czerwca 2000  | Regularna |
| Europa            | 8 maja 2001      | Reedycja  |
| Wielka Brytania   | 24 lipca 2000    | Regularna |
| Wielka Brytania   | 21 lutego 2001   | Reedycja  |
| Australia         | 21 sierpnia 2001 | Regularna |

## Charts and certifications
| Lista (2000)             | Najwyższa pozycja | Certyfikat | Sprzedaż  | Ilość tygodni na liście |
| ------------------------ | ----------------- | ---------- | --------- | ----------------------- |
| Australian Albums Chart  | 28                | Złoto      | 35,000+   | 5                       |
| Canadian Albums Chart    | -                 | Złoto      | 50,000+   | -                       |
| French Albums Chart      | 102               | -          | -         | 5                       |
| German Albums Chart      | 52                | -          | -         | 26                      |
| New Zealand Albums Chart | 39                | -          | -         | 2                       |
| Swiss Albums Chart       | 33                | -          | -         | 16                      |
| UK Albums Chart          | 98                | -          | -         | 1                       |
| Billboard 200            | 15                | Platyna    | 1,200,000 | 52                      |

### Listy końcoworoczne
| Rok  | Lista                  | Ranking |
| ---- | ---------------------- | ------- |
| 2000 | Billboard 200          | 144     |
| 2000 | Top R&B/Hip-Hop Albums | 73      |
| 2001 | Billboard 200          | 178     |